# Plac Nowy Targ we Wrocławiu
Nowy Targ (niem. Neumarkt, współczesna nazwa administracyjna plac Nowy Targ) – jeden z trzech historycznych placów targowych Starego Miasta we Wrocławiu, obok Rynku i placu Solnego.

## Historia
W XII do lewobrzeżnego Wrocławia napływali goście m.in. Waloni, Niemcy i Żydzi szukający opieki u księcia lub biskupa. Od XIII w. rozpoczyna się także proces lokacji Wrocławia. Osada wrocławska powstała wokół dzisiejszego Nowego Targu i posiadała już w 1214 własny statut, pola i lasy. Na początku XIII w. popierał napływ niemieckich osadników książę Henryk I, dzięki niemu posiadali osiadli we Wrocławiu Niemcy ze swym sołtysem Godinusem osobną gminę i statut. Obecność ich dowodzi, że na terytorium miejskim obowiązywało specjalne sądownictwo według prawa magdeburskiego, a sołtysi sprawowali tam władzę w imieniu księcia.
Później plac został rozszerzony na zachód. W kierunku północnym i południowym wychodziły z placu po trzy ulice, na zachód dwie, zaś na wschód jedna, prowadząca do Nowego Miasta. Na placu znajdował się niegdyś długi budynek kramów kupieckich, wyburzony w początku XX wieku oraz zaginiona po 1945 roku fontanna Neptuna, zwana Gabeljürgen (Jurek z widłami). Oryginalną rzeźbę Neptuna odnaleziono w Wielowsi koło Sycowa dopiero jesienią 2022.
W 1909 przeniesiono handel z Nowego Targu do pobliskiej Hali Targowej.
W czasie II wojny światowej zbudowano pod powierzchnią placu obszerny schron, w którym znajdowały się sklepy, a pod koniec lat 90 XX wieku klub muzyczny. W ostatnich tygodniach wojny większość zabudowy placu uległa całkowitemu zniszczeniu, zachowały się jedynie budynek administracyjny (obecnie oddział Urzędu Miasta) oraz kamienica na rogu ul. Jodłowej.

W latach powojennych funkcjonowało tu targowisko, na którym handlowano głównie starzyzną. Jednak ówczesne władze decyzją z dnia 21 lipca 1963 r. przeniosło handlujących na ulicę Krakowską. W latach 50. i 60. wzniesiono wokół placu budynki mieszkalne według projektu Ryszarda Natusiewicza, Włodzimierza Czerechowskiego oraz Anny i Jerzego Tarnawskich. Zabudowano przy tym środkową ulicę pierzei północnej.
W 2013 roku zakończyły się prace przebudowy placu; w miejsce schronu powstał podziemny parking.
W lipcu 2024 zakończyła się kolejna przebudowa placu, polegająca na zastąpieniu „betonozy” nasadzeniami roślin. W ramach prac usunięto niektóre elementy dotychczasowej nawierzchni, posadzono ponad 170 drzew, paprocie, trawy i inne rośliny; wybudowano system automatycznego nawadniania i wymieniono elementy małej architektury. Planowane jest wybudowanie fontanny w późniejszym okresie.

## Galeria

### Zabudowa przedwojenna

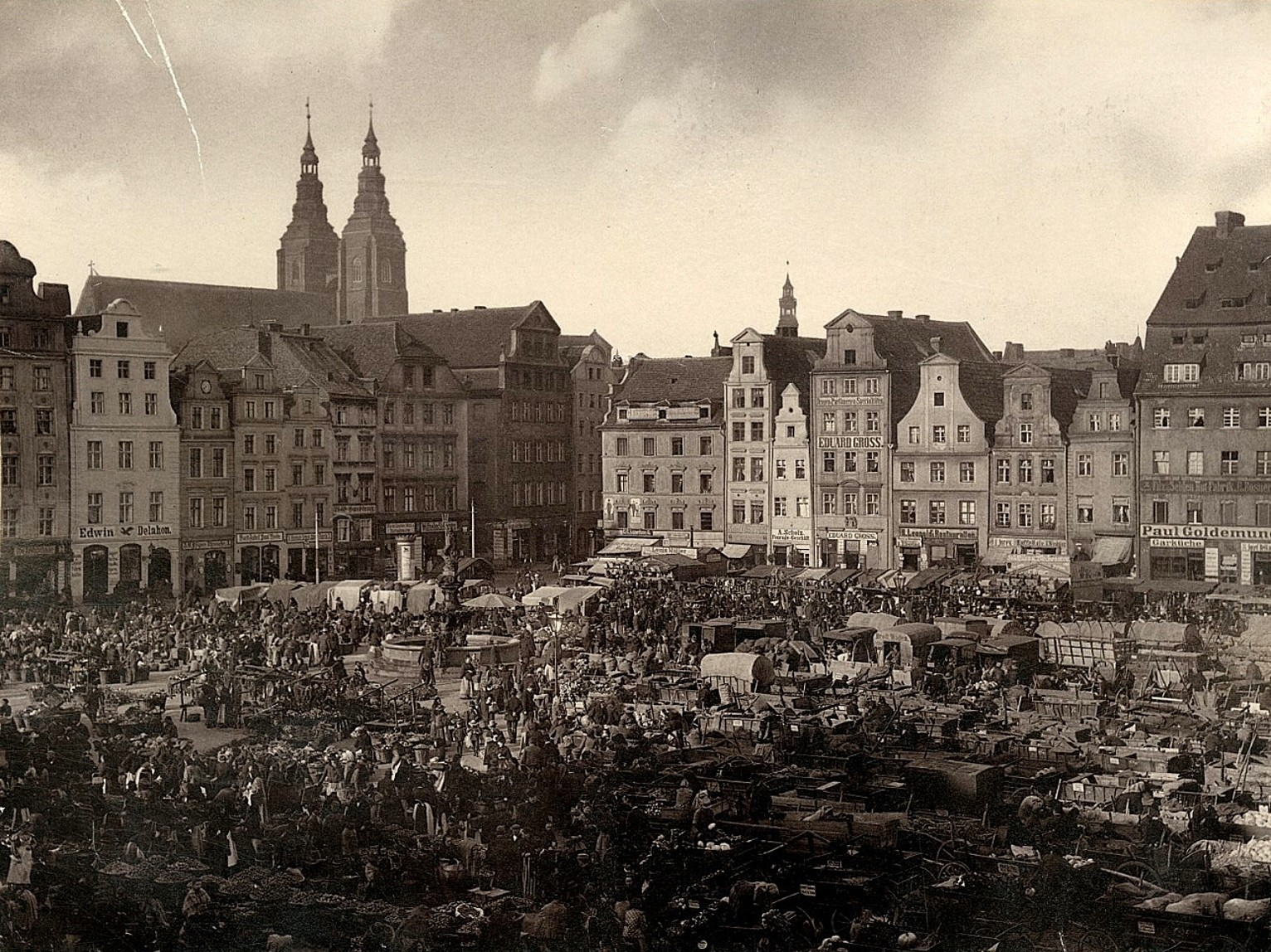
Nowy Targ w 1890.
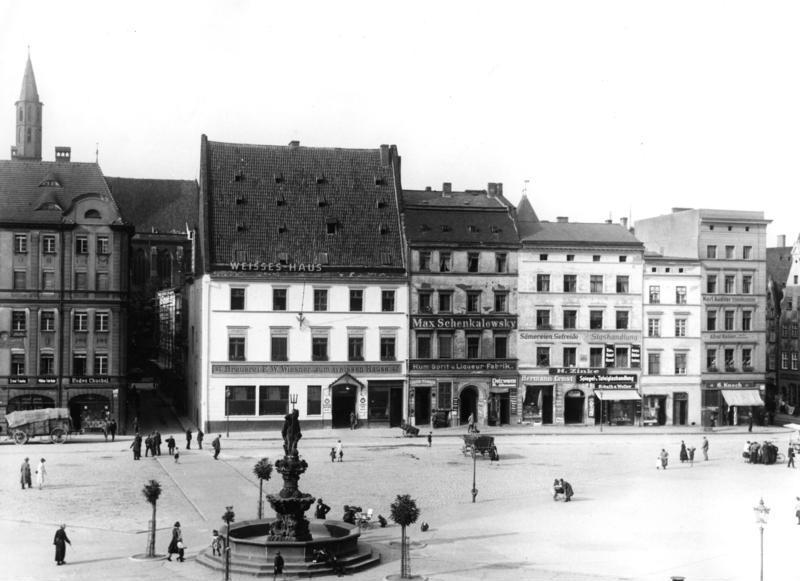
Nowy Targ i Fontanna Neptuna przed rokiem 1945.
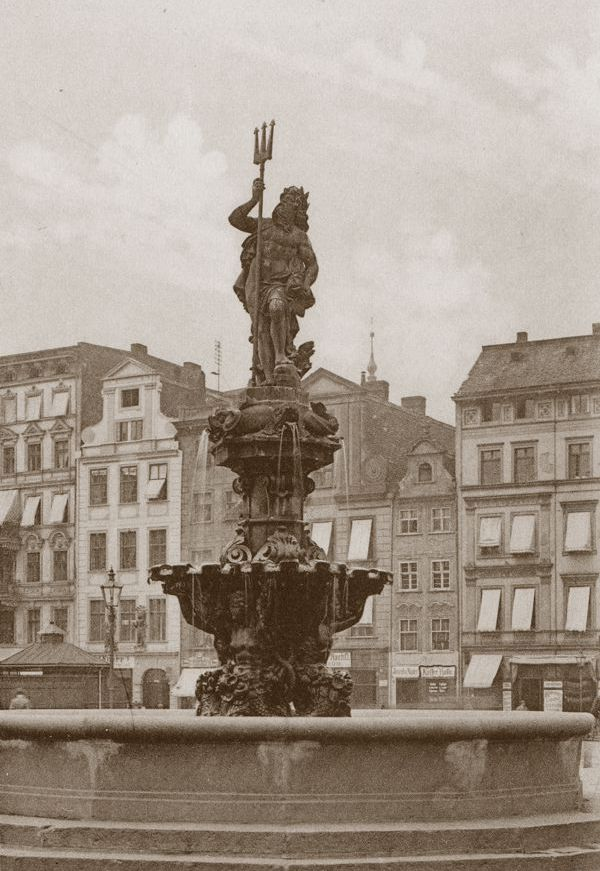
Fontanna Neptuna.

### Zabudowa modernistyczna

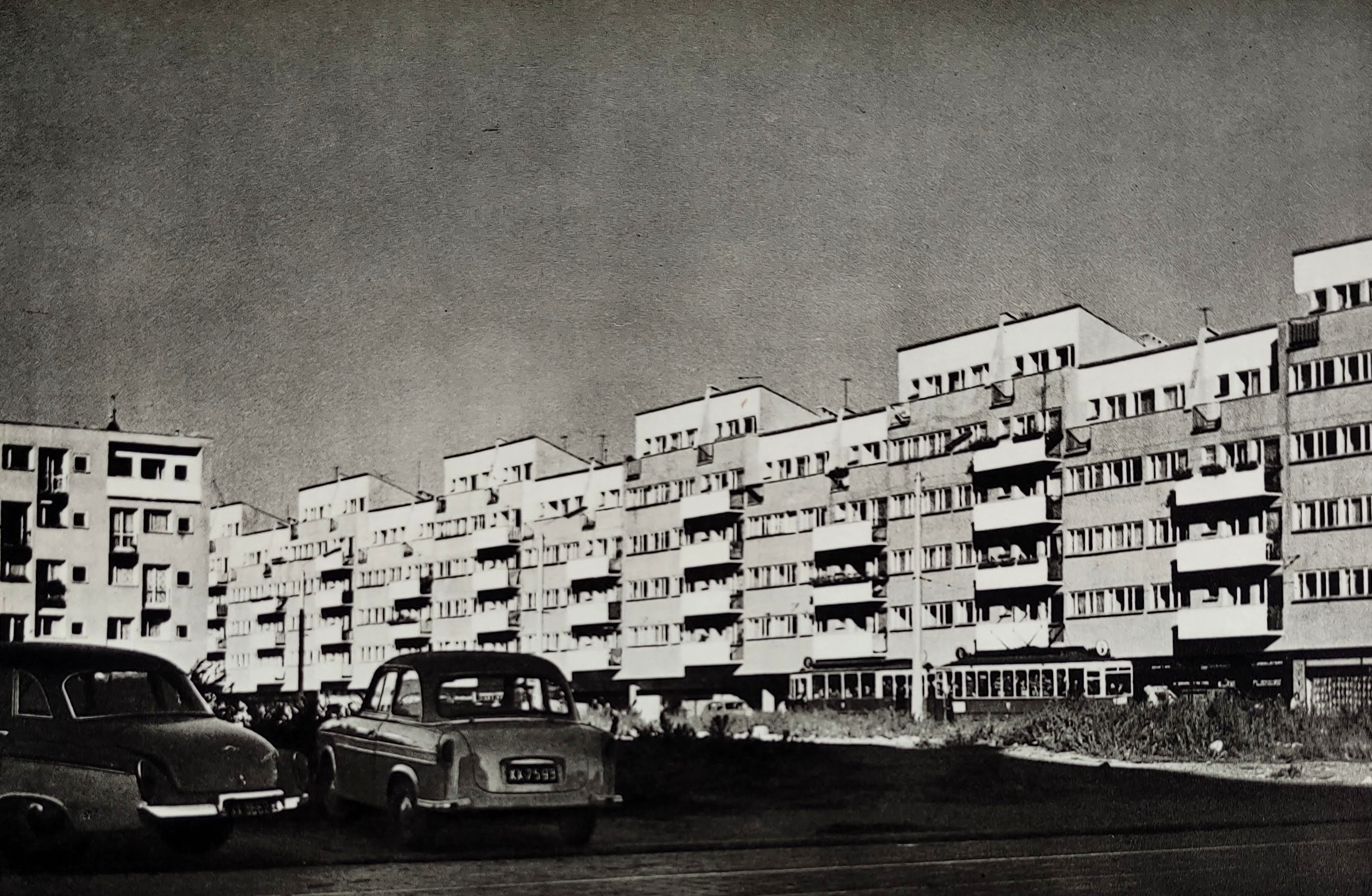
Wschodnia pierzeja powojennej zabudowy proj. Ryszarda Natusiewicza, Włodzimierza Czerechowskiego oraz Anny i Jerzego Tarnawskich.
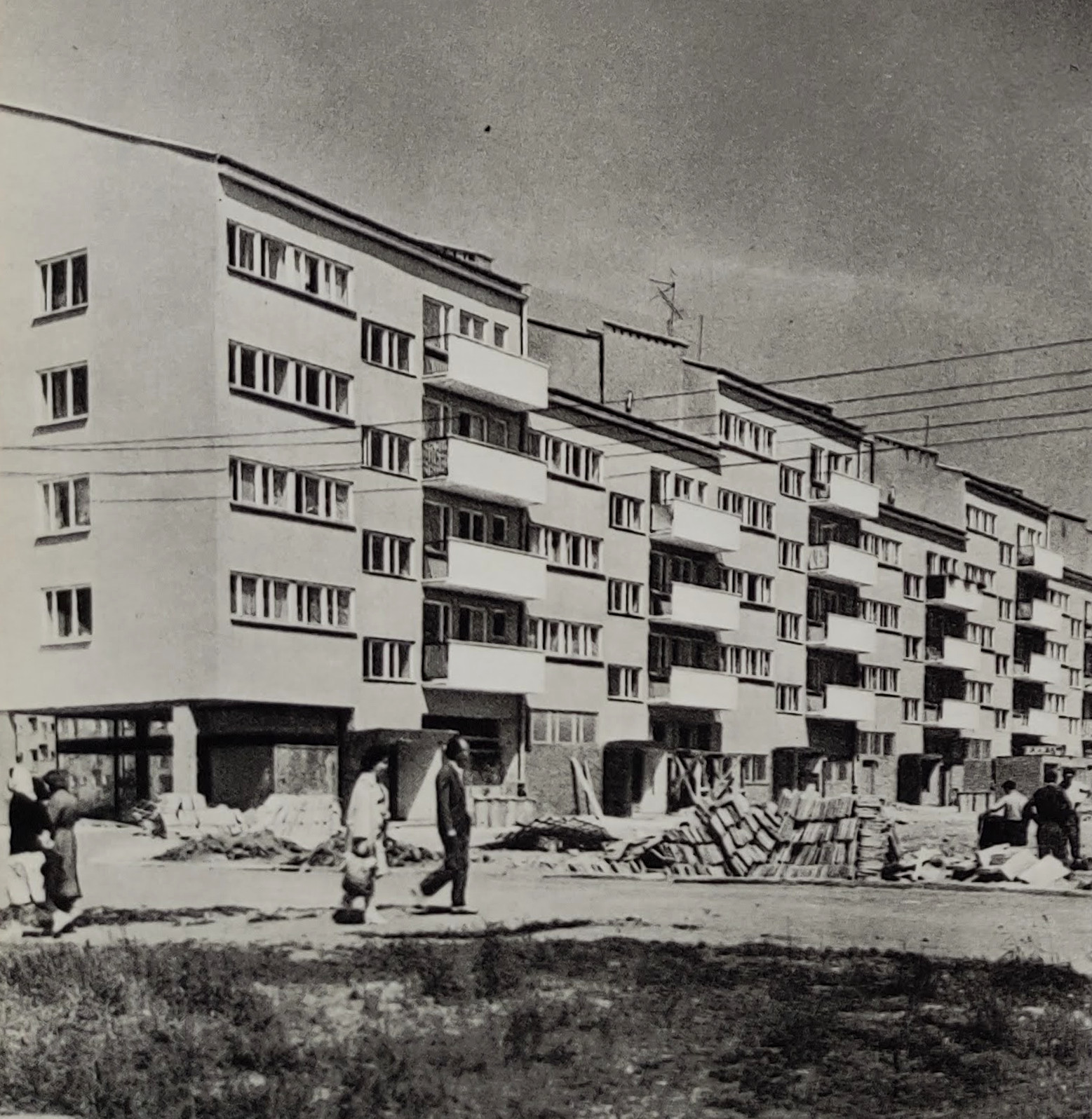
Pierzeja zachodnia
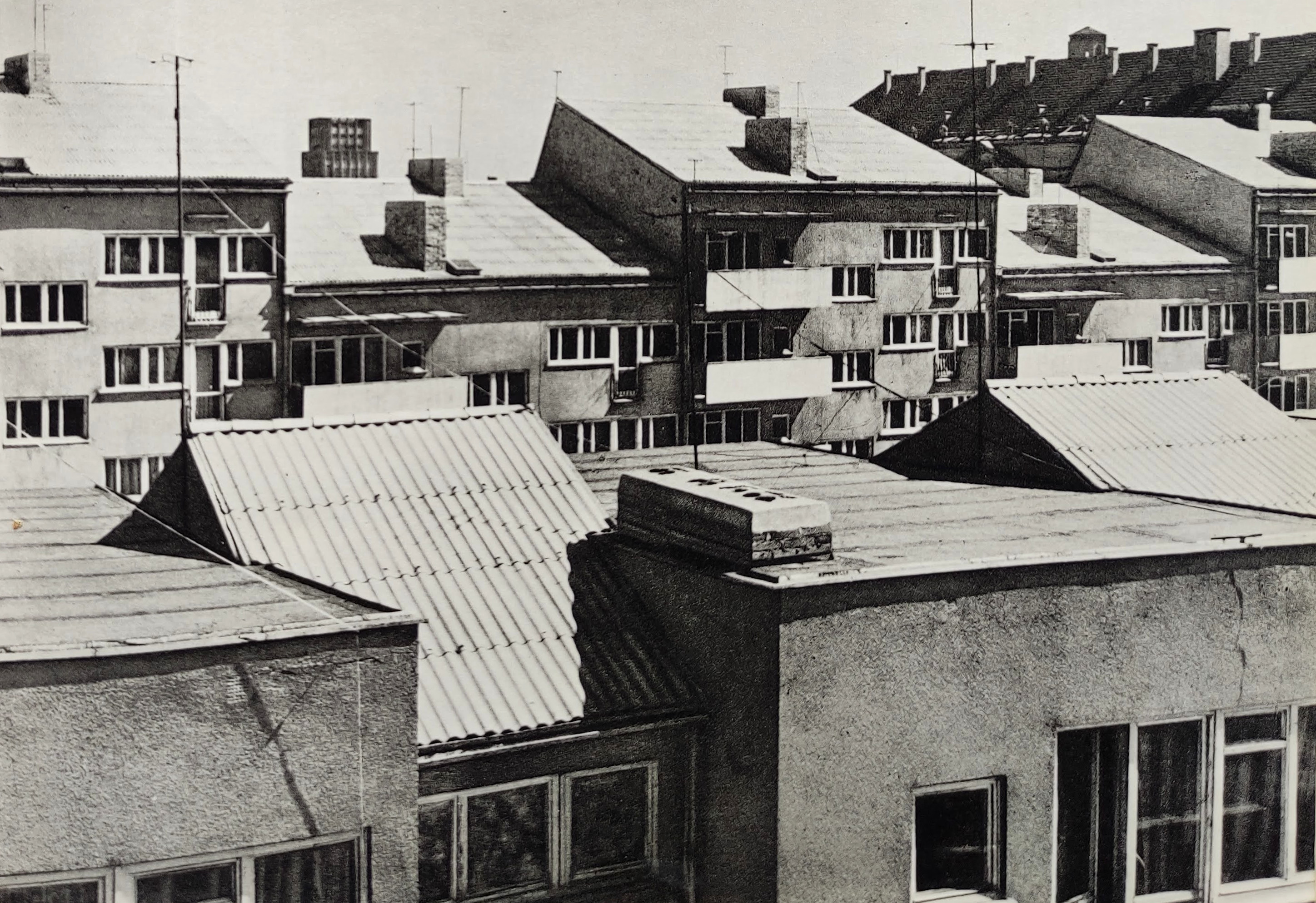
Dachy nowych budynków
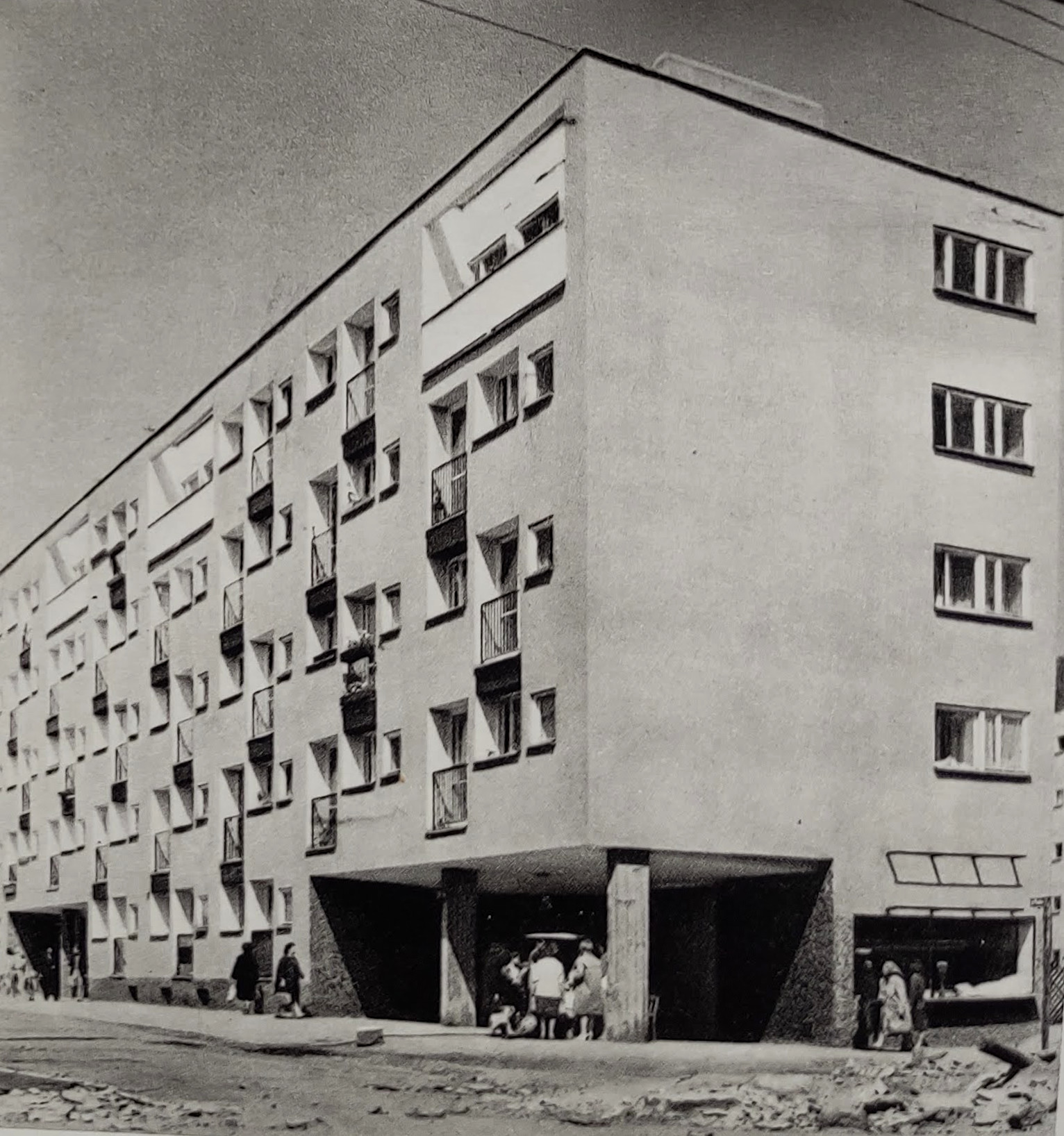
Budynek przy ul. Piaskowej
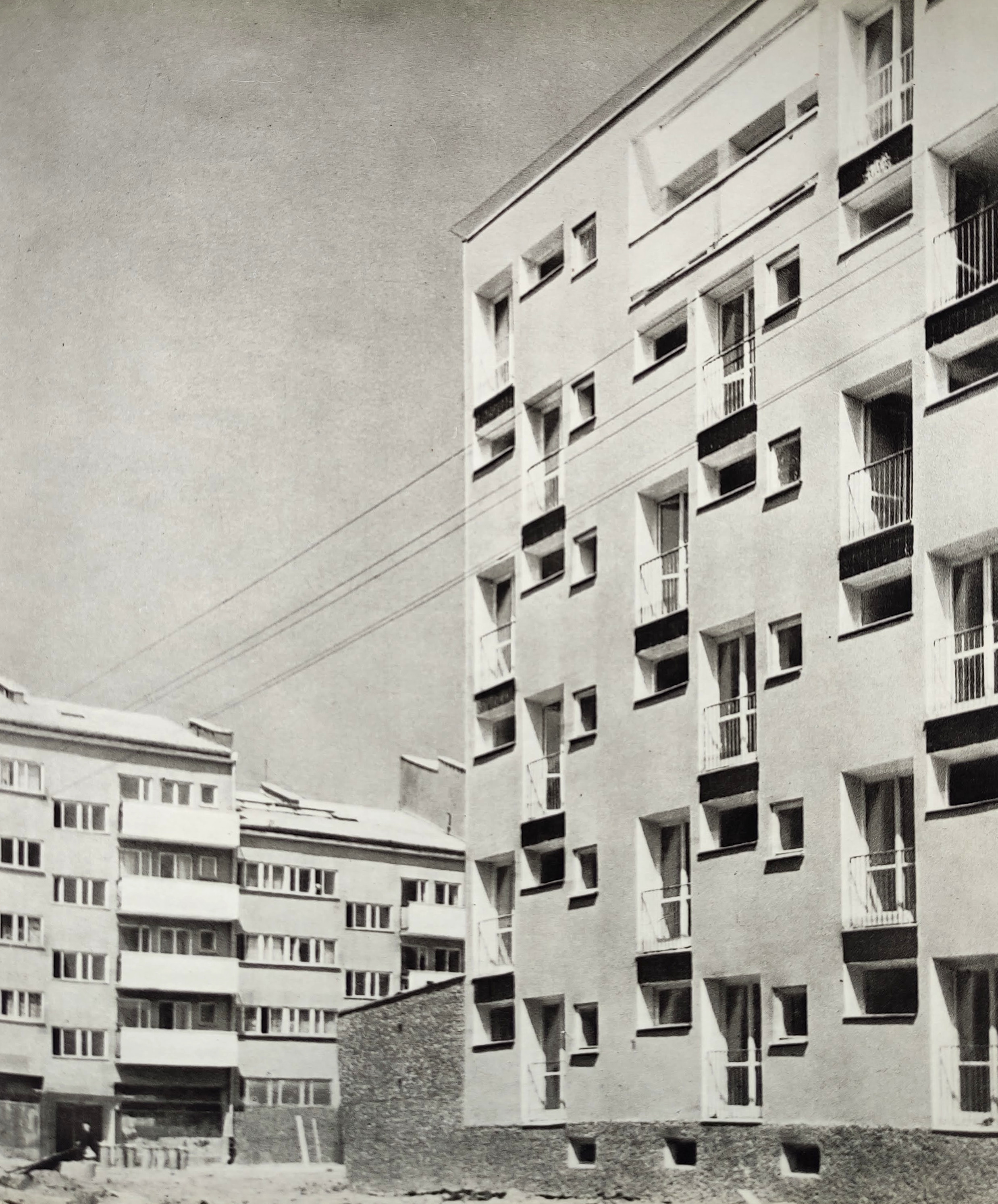
Fragment nowej zabudowy przy ul. Szerokiej

### Stan obecny

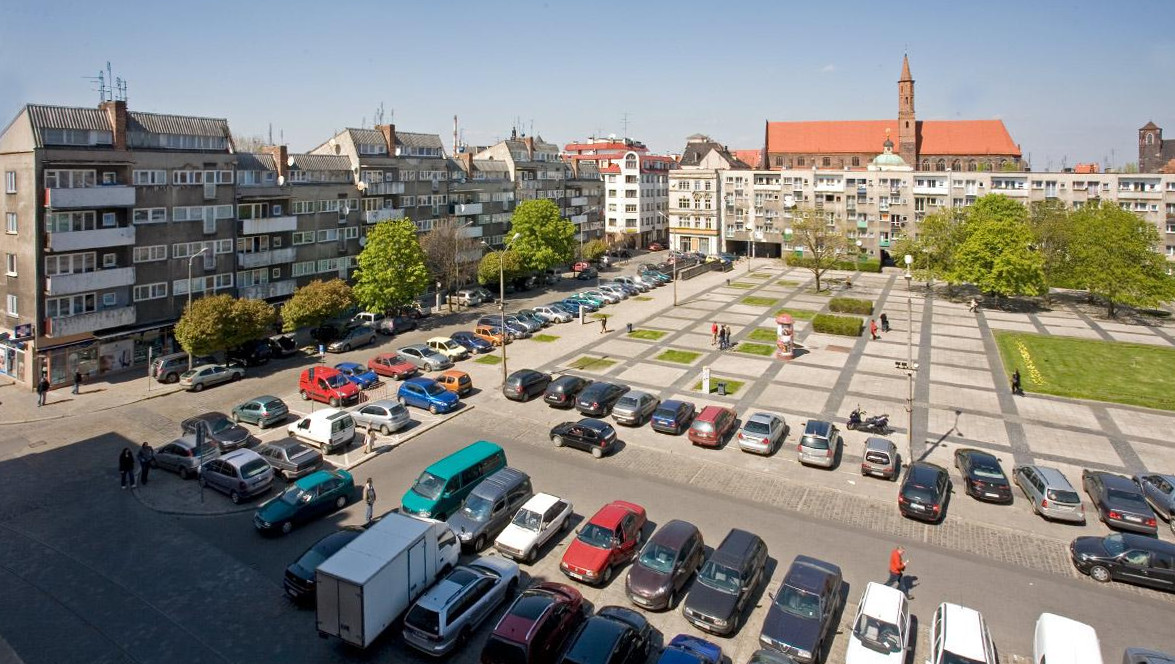
Plac współcześnie
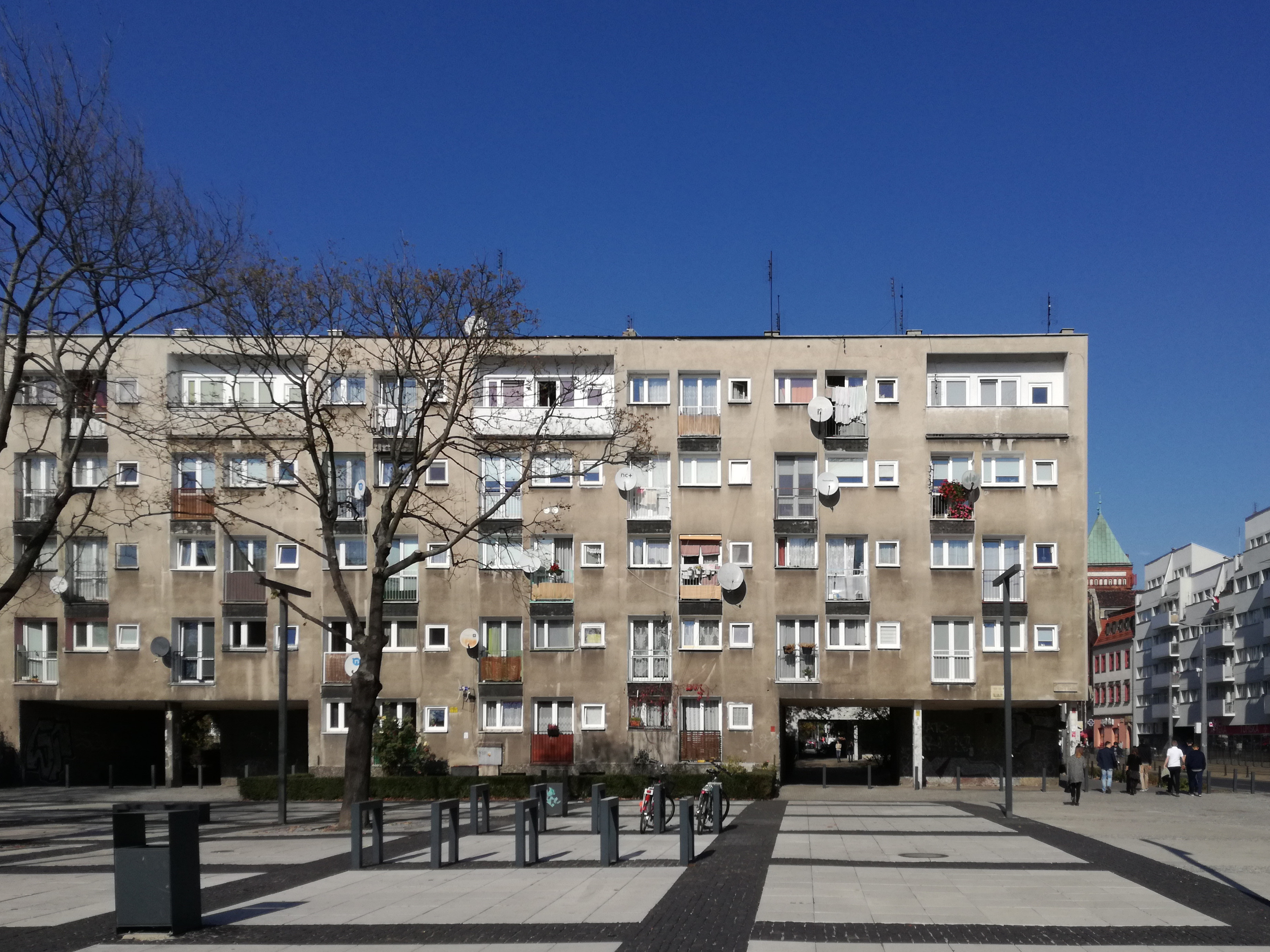
Stan elewacji pierzei północnej
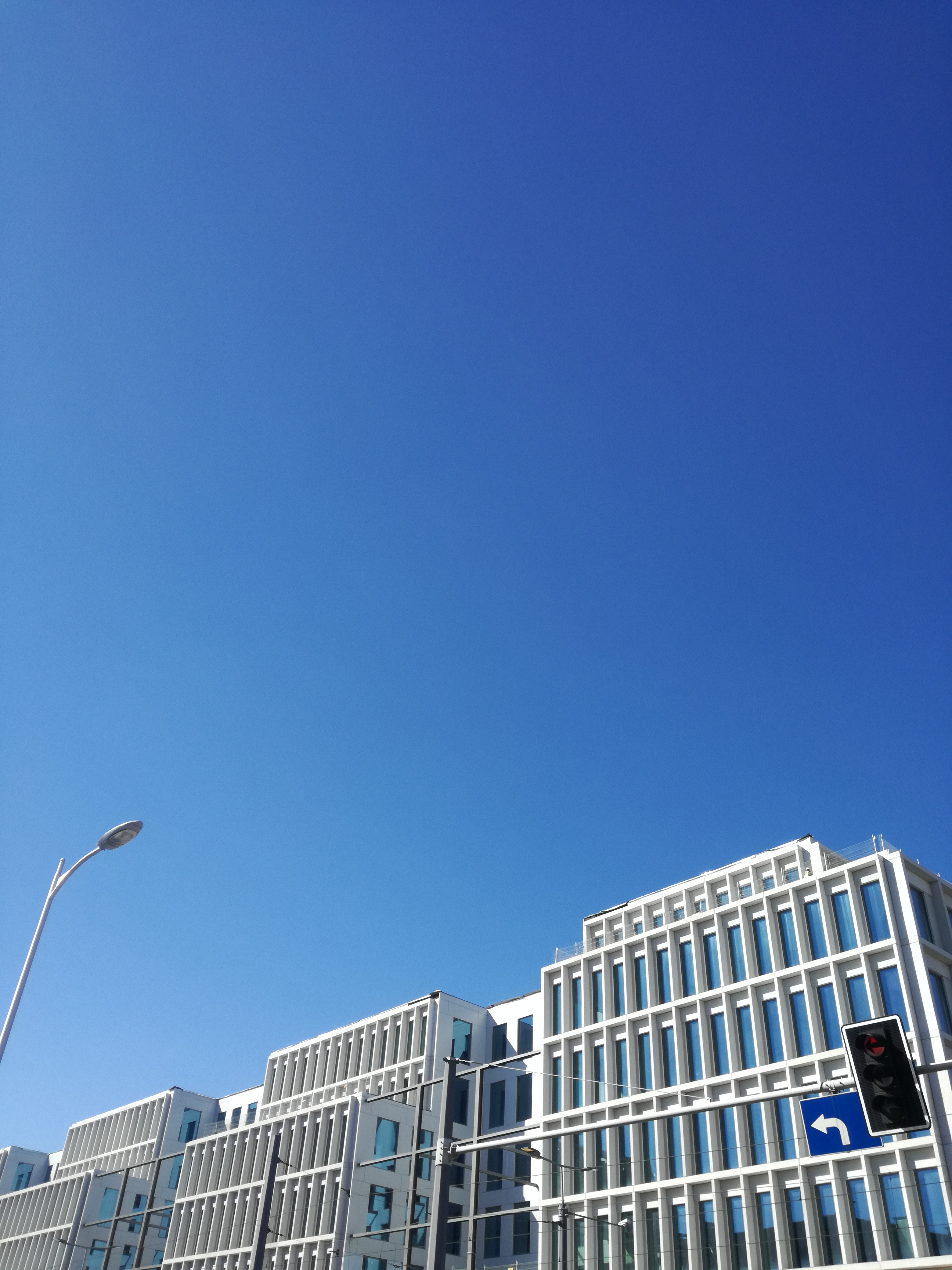
Biurowiec Skanska, proj. Maćków Pracownia Projektowa.